# Elitserien (Schach) 1989/90
Die Saison 1989/90 war die dritte Spielzeit der Elitserien.
Wie schon in den Vorjahren siegte der Titelverteidiger Wasa SK vor dem SK Rockaden Stockholm, der dem Meister die einzige Niederlage beibringen konnte. Aus der Division I waren die Schacksällskapet Allians Skänninge und der SK Kamraterna aufgestiegen. Während der SK Kamraterna den Klassenerhalt erreichte, musste Skänninge zusammen mit Upsala ASS absteigen, wobei Upsala nur ein halber Brettpunkt vom rettenden 6. Platz trennte.
Zum letzten Mal wurde die Elitserien mit 8 Mannschaften ausgetragen, ab der Saison 1990/91 gehörten der Klasse 10 Mannschaften an.

## Abschlusstabelle
| Pl. | Verein                                 | Sp | G | U | V | MP   | Brett-P.  |
| --- | -------------------------------------- | -- | - | - | - | ---- | --------- |
| 01. | Wasa SK (M)                            | 7  | 6 | 0 | 1 | 12:2 | 34,5:21,5 |
| 02. | SK Rockaden Stockholm                  | 7  | 4 | 3 | 0 | 11:3 | 33,0:23,0 |
| 03. | Södra SASS                             | 7  | 4 | 1 | 2 | 9:5  | 30,5:25,5 |
| 04. | SK Kamraterna (N)                      | 7  | 3 | 1 | 3 | 7:7  | 28,5:27,5 |
| 05. | Lunds ASK                              | 7  | 3 | 0 | 4 | 6:8  | 25,0:31,0 |
| 06. | Schack 08                              | 7  | 1 | 3 | 3 | 5:9  | 26,5:29,5 |
| 07. | Upsala ASS                             | 7  | 2 | 1 | 4 | 5:9  | 26,0:30,0 |
| 08. | Schacksällskapet Allians Skänninge (N) | 7  | 0 | 1 | 6 | 1:13 | 20,0:36,0 |

## Entscheidungen
|     | Schwedischer Meister: Wasa SK                                               |
|     | Absteiger in die Division I: Upsala ASS, Schacksällskapet Allians Skänninge |
| (M) | Meister der letzten Saison                                                  |
| (N) | Aufsteiger der letzten Saison                                               |

## Kreuztabelle
| Ergebnisse | Ergebnisse                         | 01. | 02. | 03. | 04. | 05. | 06. | 07. | 08. |
| ---------- | ---------------------------------- | --- | --- | --- | --- | --- | --- | --- | --- |
| 01.        | Wasa SK                            |     | 3½  | 5   | 5   | 5   | 4½  | 5   | 6½  |
| 02.        | SK Rockaden Stockholm              | 4½  |     | 4   | 4½  | 6½  | 4   | 5½  | 4   |
| 03.        | Södra SASS                         | 3   | 4   |     | 4½  | 5   | 5½  | 3   | 5½  |
| 04.        | SK Kamraterna                      | 3   | 3½  | 3½  |     | 5½  | 4   | 4½  | 4½  |
| 05.        | Lunds ASK                          | 3   | 1½  | 3   | 2½  |     | 5   | 5   | 5   |
| 06.        | Schack 08                          | 3½  | 4   | 2½  | 4   | 3   |     | 4   | 5½  |
| 07.        | Upsala ASS                         | 3   | 2½  | 5   | 3½  | 3   | 4   |     | 5   |
| 08.        | Schacksällskapet Allians Skänninge | 1½  | 4   | 2½  | 3½  | 3   | 2½  | 3   |     |

## Die Meistermannschaft
| 1.            | Wasa SK |
| Schachfiguren | Ferdinand Hellers, Tom Wedberg, Richard Wessman, Simon Webb, Caspar Carleson, Peder Berkell, Göran Åström, Teodor Hellborg, Jonas Barkhagen. |